# Symphysa
Symphysa là một chi bướm đêm thuộc họ Crambidae.